# Stéphane Gillet
Pour les articles homonymes, voir Gillet.
Stéphane Gillet, né le 20 août 1977 à Luxembourg, est un footballeur international luxembourgeois.
Il évolue au poste de gardien de but et fait partie des rares footballeurs luxembourgeois à avoir connu plusieurs championnats étrangers. Durant sa carrière, il est notamment le troisième gardien du Paris Saint-Germain derrière Lionel Letizi et Jérôme Alonzo de 2001 à 2003. En deux saisons, il ne joue qu'un match de Coupe de l'UEFA face au Rapid de Vienne, achevé sur un score de 2-2.

## Biographie
Il poursuit en même temps des études de dessin technique en génie civil. À vingt ans, son diplôme en poche, il décide définitivement de se consacrer au football.

### Le rugby (depuis 2010)
Après avoir découvert le rugby lors de son passage à Paris, Gillet signe au Rugby Club de Luxembourg (D2 allemande de rugby), lorsqu'il quitte le Sporting Club Steinfort en 2010, où il apprend à jouer. En octobre 2014, le sélectionneur national du rugby luxembourgeois, Marty Davis, assure qu'il pourrait le retenir à l'avenir.

## Statistiques

### En club
| Saison                | Club                  | Championnat           | Championnat | Championnat | Coupe(s) nationale(s) | Coupe(s) nationale(s) | Compétition(s) continentale(s) | Compétition(s) continentale(s) | Compétition(s) continentale(s) | Luxembourg | Luxembourg | Total | Total |
| Saison                | Club                  | Division              | M.          | B.          | M.                    | B.                    | Comp.                          | M.                             | B.                             | M.         | B.         | M.    | B.    |
| 1999-2000             | SV Elversberg         | D3                    | 25          | 0           | -                     | -                     | -                              | -                              | -                              | -          | -          | 25    | 0     |
| 2000-2001             | SV Elversberg         | D3                    | 21          | 0           | -                     | -                     | -                              | -                              | -                              | 3          | 0          | 24    | 0     |
| 2001-2002             | Paris Saint-Germain   | D1                    | 0           | 0           | -                     | -                     | C3                             | 1                              | 0                              | 7          | 0          | 8     | 0     |
| 2002-2003             | Paris SG B            | CFA                   | 15          | 0           | -                     | -                     | -                              | -                              | -                              | 3          | 0          | 18    | 0     |
| 2003-2004             | FC Wil                | D1                    | 0           | 0           | -                     | -                     | -                              | -                              | -                              | -          | -          | 0     | 0     |
| 2004-2005             | Union Luxembourg      | D1                    | 18          | 0           | -                     | -                     | -                              | -                              | -                              | -          | -          | 18    | 0     |
| 2005-2006             | RFCU Luxembourg       | D1                    | 17          | 0           | -                     | -                     | -                              | -                              | -                              | 3          | 0          | 20    | 0     |
| 2006                  | Chester City          | D4                    | 8           | 0           | -                     | -                     | -                              | -                              | -                              | 1          | 0          | 9     | 0     |
| 2006-2007             | Union Luxembourg      | D1                    | 17          | 0           | -                     | -                     | -                              | -                              | -                              | 3          | 0          | 20    | 0     |
| 2007-2008             | Jeunesse d'Esch       | D1                    | 18          | 0           | -                     | -                     | -                              | -                              | -                              | -          | -          | 18    | 0     |
| 2008-2009             | Jeunesse d'Esch       | D1                    | 2           | 0           | -                     | -                     | -                              | -                              | -                              | -          | -          | 2     | 0     |
| 2009-2010             | SC Steinfort          | D2                    | 2           | 0           | -                     | -                     | -                              | -                              | -                              | -          | -          | 2     | 0     |
| Total sur la carrière | Total sur la carrière | Total sur la carrière | 143         | 0           | -                     | -                     | -                              | 1                              | 0                              | 20         | 0          | 164   | 0     |

### Ses sélections
| #  | Date       | Ville       | Compétition          | Affiche                      |
| -- | ---------- | ----------- | -------------------- | ---------------------------- |
| 1  | 11.10.2000 | Moscou      | Qualif. Mondial 2002 | Russie 3:0 Luxembourg        |
| 2  | 02.06.2001 | Ljubljana   | Qualif. Mondial 2002 | Slovénie 2:0 Luxembourg      |
| 3  | 06.06.2001 | Luxembourg  | Qualif. Mondial 2002 | Luxembourg 1:2 Russie        |
| 4  | 15.08.2001 | Mondercange | Amical               | Luxembourg 0:3 Géorgie       |
| 5  | 01.09.2001 | Toftir      | Qualif. Mondial 2002 | Îles Féroé 1:0 Luxembourg    |
| 6  | 05.09.2001 | Luxembourg  | Qualif. Mondial 2002 | Luxembourg 0:3 Suisse        |
| 7  | 06.10.2001 | Belgrade    | Qualif. Mondial 2002 | Yougoslavie 6:2 Luxembourg   |
| 8  | 13.02.2002 | Hesperange  | Amical               | Luxembourg 0:0 Albanie       |
| 9  | 27.03.2002 | Hesperange  | Amical               | Luxembourg 0:3 Lettonie      |
| 10 | 17.04.2002 | Hesperange  | Amical               | Luxembourg 3:3 Liechtenstein |
| 11 | 21.08.2002 | Luxembourg  | Amical               | Luxembourg 0:2 Maroc         |
| 12 | 05.09.2002 | Luxembourg  | Amical               | Luxembourg 0:5 Israël        |
| 13 | 30.04.2003 | Budapest    | Amical               | Hongrie 5:1 Luxembourg       |
| 14 | 08.10.2005 | Moscou      | Qualif. Mondial 2006 | Russie 5:1 Luxembourg        |
| 15 | 12.10.2005 | Luxembourg  | Qualif. Mondial 2006 | Luxembourg 0:2 Estonie       |
| 16 | 16.11.2005 | Hesperange  | Amical               | Luxembourg 0:1 Canada        |
| 17 | 01.03.2006 | Luxembourg  | Amical               | Luxembourg 0:2 Belgique      |
| 18 | 07.10.2006 | Celje       | Qualif. Euro 2008    | Slovénie 2:0 Luxembourg      |
| 19 | 11.10.2006 | Luxembourg  | Qualif. Euro 2008    | Luxembourg 0:1 Bulgarie      |
| 20 | 15.11.2006 | Luxembourg  | Amical               | Luxembourg 0:0 Togo          |